# Municipio de Richland (condado de Douglas)
El municipio de Richland (en inglés: Richland Township) es un municipio ubicado en el condado de Douglas en el estado estadounidense de Misuri. En el año 2010 tenía una población de 304 habitantes y una densidad poblacional de 3,23 personas por km².

## Geografía
El municipio de Richland se encuentra ubicado en las coordenadas 36°50′25″N 92°9′14″O / 36.84028, -92.15389. Según la Oficina del Censo de los Estados Unidos, el municipio tiene una superficie total de 94.01 km², de la cual 93,23 km² corresponden a tierra firme y (0,83 %) 0,78 km² es agua.

## Demografía
Según el censo de 2010, había 304 personas residiendo en el municipio de Richland. La densidad de población era de 3,23 hab./km². De los 304 habitantes, el municipio de Richland estaba compuesto por el 96,71 % blancos, el 2,63 % eran amerindios, el 0,33 % eran asiáticos y el 0,33 % eran de una mezcla de razas. Del total de la población el 0,66 % eran hispanos o latinos de cualquier raza.